# Börsskär (vid Perkala, Iniö)
Börsskär är en ö i Finland. Den ligger i Skärgårdshavet och i kommunen Pargas i landskapet Egentliga Finland, i den sydvästra delen av landet. Ön ligger omkring 44 kilometer väster om Åbo och omkring 190 kilometer väster om Helsingfors.
Öns area är 2,3 hektar och dess största längd är 190 meter i nord-sydlig riktning.